# Jan Swinnen
Jan Swinnen (13 juni 1964) is een Belgisch voormalig voetballer die speelde als verdediger.

## Carrière
Swinnen speelde voor KFC Winterslag, KRC Genk, KSK Kermt, FC Beringen en FC Wezel Sport.